# Лучшие синглы США 2019 года по версии Billboard

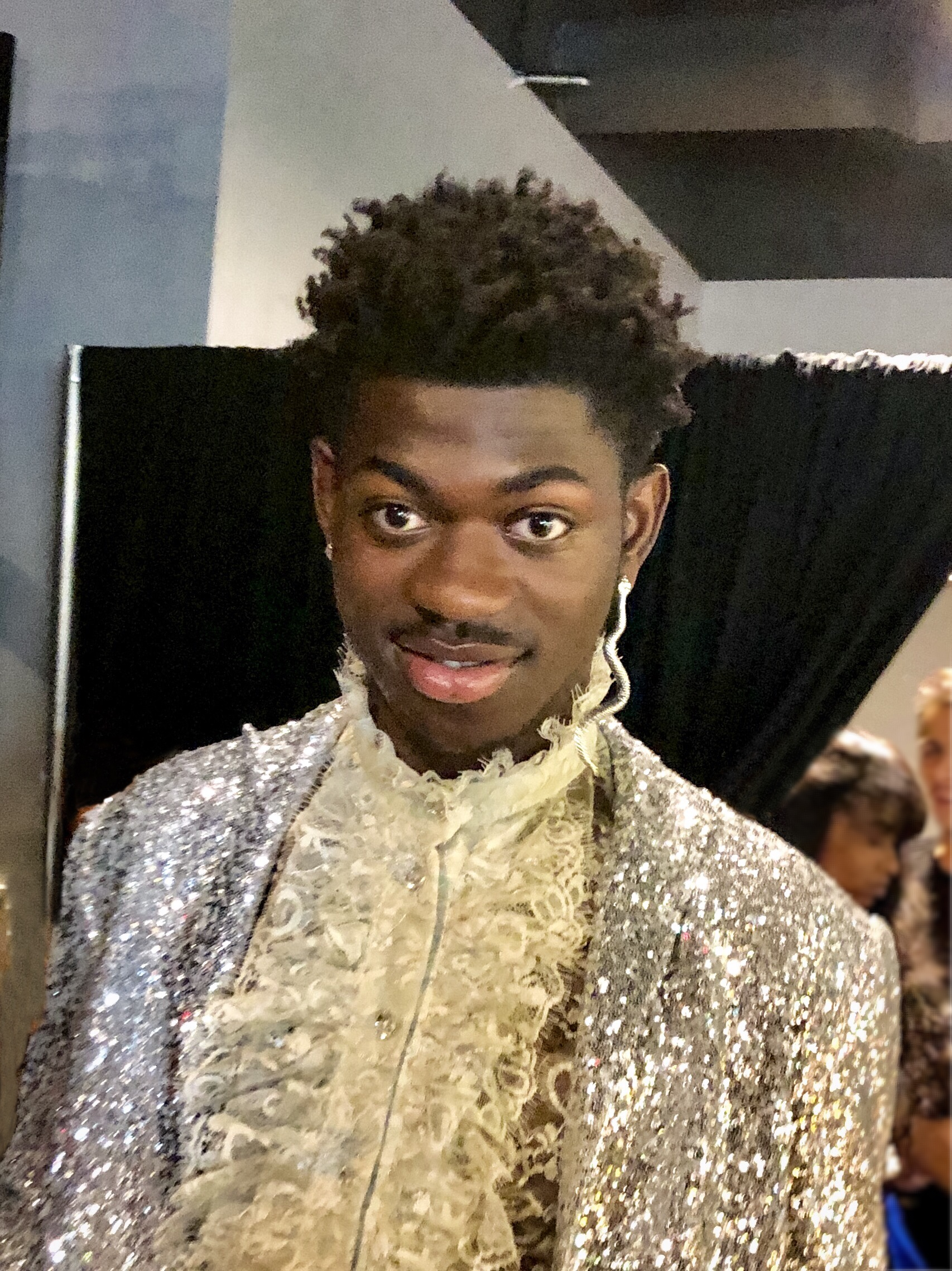
Главный хит года (песня «Old Town Road») была записана рэпером Lil Nas X при участии кантри-певца Билли Рэя Сайруса

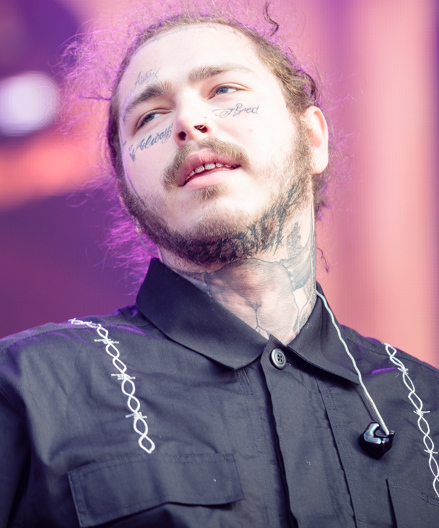
Пять песен музыканта Post Malone вошли в итоговый список: «Sunflower» (№ 2), «Wow» (№ 5), «Goodbyes» (№ 30), «Better Now» (№ 32) и «Circles» (№ 62).

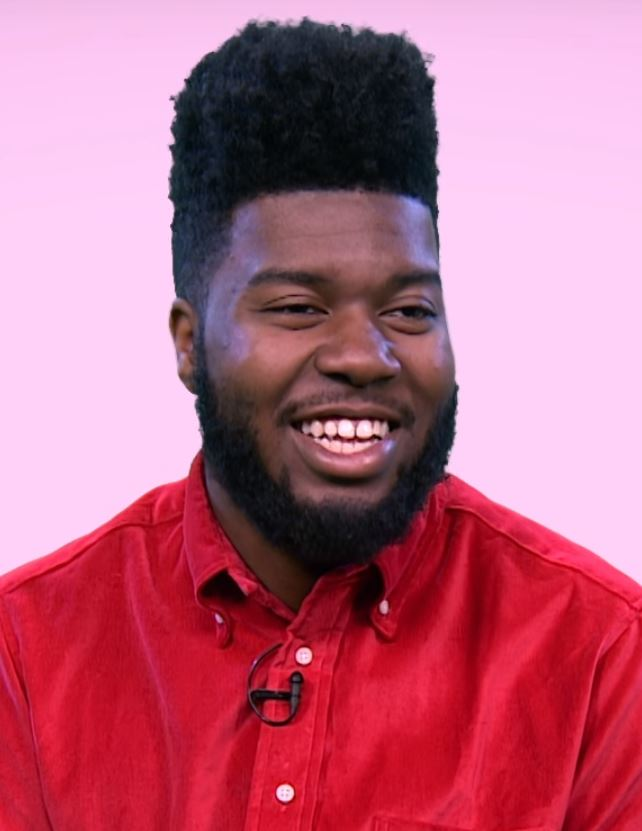
У соул-певца Халида из пяти песен сразу три вошли в лучшую двадцатку top-20: «Talk» (№ 8), «Eastside» (№ 17) и «Better» (№ 20).

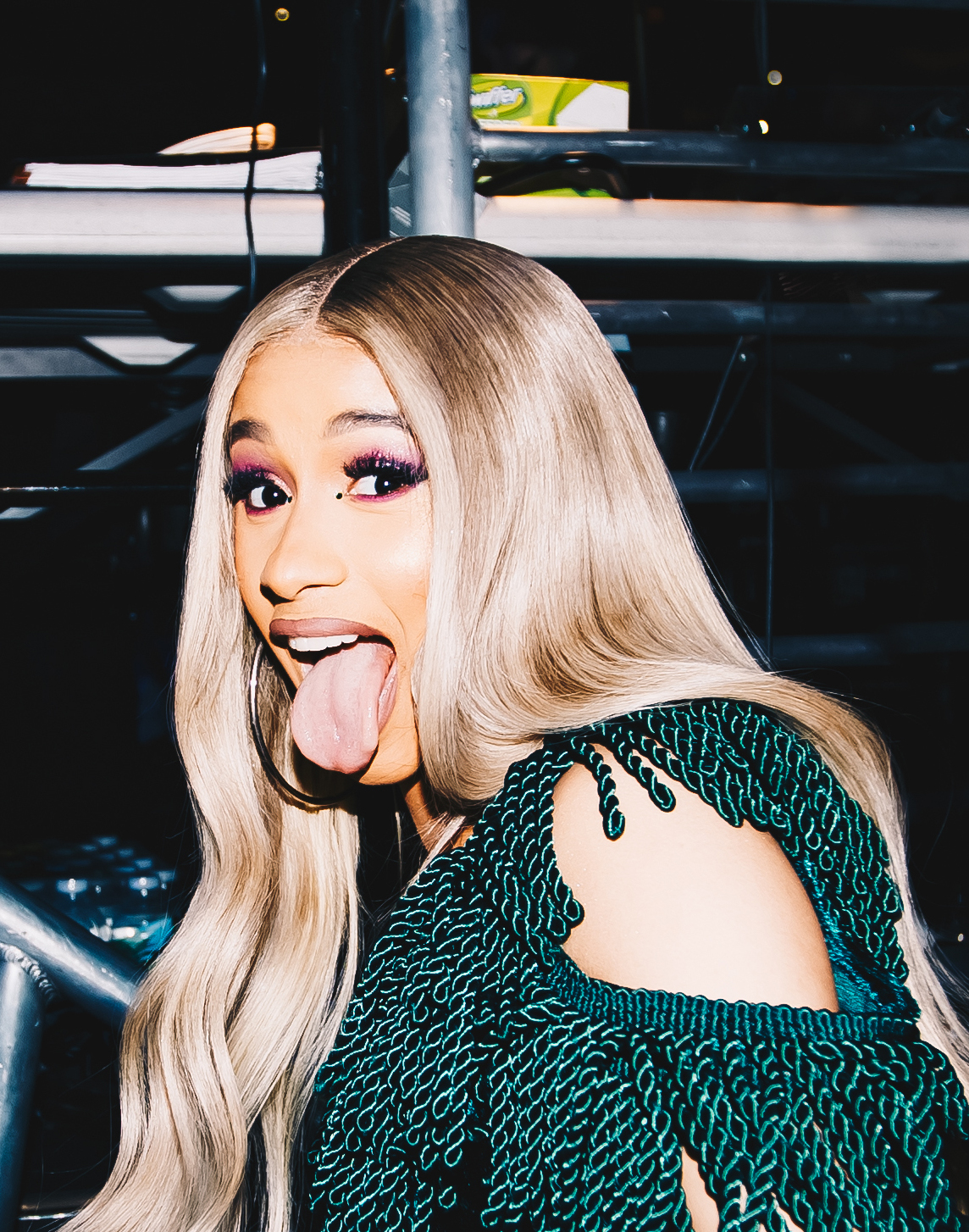
Карди Би имеет больше всех хитов в списке, так как её имя звучит на шести треках, из которых три попали в топ-40: «Girls Like You» (№ 22), «Please Me» (№ 37), «Money» (№ 38).

Лучшие синглы США 2019 года (Billboard Year-End Hot 100 Songs of 2019) — итоговый список наиболее популярных синглов журнала Billboard по данным продаж за 2019 год (список опубликован на сайте 4 декабря). Для создания списка учитывались фактические данные Nielsen SoundScan о физических и цифровых продажах музыкальных синглов и ротации песен на радио с 24 ноября 2018 года по 16 ноября 2019 года.

## История
Лидером по числу хитов в общем списке 100 лучших песен года стала Карди Би (6 песен с её участием). Затем идут с 5 хитами Ариана Гранде, Post Malone и Халид. У рэпера Дрейка четыре трека попали в итоговый список..
Песня «Old Town Road» в исполнении рэпера Lil Nas X при участии кантри-певца Билли Рэй Сайруса стала главным хитом 2019 года, поставив абсолютный рекорд нахождения на первом месте (19 недель на № 1) в чарте Billboard Hot 100 за всю более чем полувековую историю его существования. Lil Nas X в возрасте 20 лет стал самым молодым лидером итогового чарта среди всех мужчин, уступая только 19-летней британской певице Лулу, чей сингл «To Sir With Love» был лидером 1967 года.
17-летняя певица Билли Айлиш по итогам 2019 года получила хит № 4 в итоговом списке («Bad Guy»; и ещё «When the Party’s Over» и «Bury a Friend» на позициях № 67 и № 73, соответственно), а также звания «Женщины года» (Billboard’s 2019 Woman of the Year), «Лучший новый исполнитель года» (Top New Artist), «Лучший альбом года» (её диск When We All Fall Asleep, Where Do We Go? стал № 1 в Year-end Billboard 200). Певица была названа третьим лучшим исполнителем года (№ 3, Top Artist of the Year).
Удачным был год для американского хип-хоп-исполнителя Остина Ричарда Поста, известного под именем Post Malone, сразу две его песни вошли в лучшую американскую десятку (и даже в топ-5): «Sunflower» (№ 2), «Wow» (№ 5). Такой двойной успех в пятёрке лучших итогового чарта произошёл впервые после Джастина Бибера в 2016 году. Причём обе песни Post Malone вышли ещё в 2018 году и оставались популярными весь 2019-й год. А всего в итоговый список года попало пять треков исполнителя, включая ещё «Goodbyes» (№ 30), «Better Now» (№ 32) и «Circles» (№ 62). Певец был назван лучшим исполнителем года (Top Artist of the Year). Post Malone и в предыдущем 2018 году с двумя хитами был в топ-10 («Rockstar», № 5 и «Psycho», № 6), то есть он стал только вторым исполнителем и первым сольным, кому два года подряд удалось с двумя хитами войти в лучшую десятку за всё время существования чарта, начиная с запуска Hot 100 в 1958 году. Только группе The Chainsmokers удалось два года подряд делать такое же достижение, в 2016 и 2017 годах.
Лучшими в общем списке среди кантри-песен стали «Beautiful Crazy» (исполнитель Люк Комбс, № 4 в итоговом списке лучших кантри-песен года Hot Country Songs и № 46 в общем списке), «Speechless» Dan + Shay, № 2 и № 35), «Whiskey Glasses» (Морган Уоллен, № 1 и № 52), «God’s Country» (Блейк Шелтон № 3 и № 53), «The Git Up» (Бланко Браун, № 6 и № 56), Beer Never Broke My Heart (Люк Комбс, № 5 и № 63).

## Список
| №  | Название                                   | Исполнитель                                                 |
| -- | ------------------------------------------ | ----------------------------------------------------------- |
| 1  | «Old Town Road»                            | Lil Nas X при участии Билли Рэя Сайруса                     |
| 2  | «Sunflower»                                | Post Malone и Swae Lee                                      |
| 3  | «Without Me»                               | Холзи                                                       |
| 4  | «Bad Guy»                                  | Билли Айлиш                                                 |
| 5  | «Wow»                                      | Post Malone                                                 |
| 6  | «Happier»                                  | Marshmello и Bastille                                       |
| 7  | «7 Rings»                                  | Ариана Гранде                                               |
| 8  | «Talk»                                     | Халид                                                       |
| 9  | «Sicko Mode»                               | Трэвис Скотт                                                |
| 10 | «Sucker»                                   | Jonas Brothers                                              |
| 11 | «High Hopes»                               | Panic! at the Disco                                         |
| 12 | «Thank U, Next»                            | Ариана Гранде                                               |
| 13 | «Truth Hurts»                              | Лиззо                                                       |
| 14 | «Dancing with a Stranger»                  | Сэм Смит и Normani                                          |
| 15 | «Señorita»                                 | Шон Мендес и Камила Кабельо                                 |
| 16 | «I Don’t Care»                             | Эд Ширан и Джастин Бибер                                    |
| 17 | «Eastside»                                 | Бенни Бланко, Холзи и Халид                                 |
| 18 | «Going Bad»                                | Meek Mill при участии Дрейка                                |
| 19 | «Shallow»                                  | Леди Гаги и Брэдли Купера                                   |
| 20 | «Better»                                   | Халид                                                       |
| 21 | «No Guidance»                              | Крис Браун при участии Дрейка                               |
| 22 | «Girls Like You»                           | Maroon 5 при участии Карди Би                               |
| 23 | «Sweet but Psycho»                         | Эйва Макс                                                   |
| 24 | «Suge»                                     | DaBaby                                                      |
| 25 | «Middle Child»                             | J. Cole                                                     |
| 26 | «Drip Too Hard»                            | Lil Baby и Gunna                                            |
| 27 | «Someone You Loved»                        | Льюис Капальди                                              |
| 28 | «Ransom»                                   | Lil Tecca                                                   |
| 29 | «If I Can’t Have You»                      | Шон Мендес                                                  |
| 30 | «Goodbyes»                                 | Post Malone при участии Янг Тага                            |
| 31 | «Zeze»                                     | Kodak Black при участии Трэвиса Скотта и Offset             |
| 32 | «Better Now»                               | Post Malone                                                 |
| 33 | «Youngblood»                               | 5 Seconds of Summer                                         |
| 34 | «Money in the Grave»                       | Дрейк при участии Рика Росса                                |
| 35 | «Speechless»                               | Dan + Shay                                                  |
| 36 | «Break Up With Your Girlfriend, I’m Bored» | Ариана Гранде                                               |
| 37 | «Please Me»                                | Карди Би и Бруно Марс                                       |
| 38 | «Money»                                    | Карди Би                                                    |
| 39 | «You Need to Calm Down»                    | Тейлор Свифт                                                |
| 40 | «Panini»                                   | Lil Nas X                                                   |
| 41 | «Look Back at It»                          | A Boogie wit da Hoodie                                      |
| 42 | «A Lot»                                    | 21 Savage                                                   |
| 43 | «Me!»                                      | Тейлор Свифт при участии Брендон Ури из Panic! at the Disco |
| 44 | «Mia»                                      | Bad Bunny при участии Дрейка                                |
| 45 | «Pop Out»                                  | Polo G при участии Lil Tjay                                 |
| 46 | «Beautiful Crazy»                          | Люк Комбс                                                   |
| 47 | «Thotiana»                                 | Blueface                                                    |
| 48 | «Lucid Dreams»                             | Juice WRLD                                                  |
| 49 | «Mo Bamba»                                 | Sheck Wes                                                   |
| 50 | «Beautiful People»                         | Эд Ширан при участии Халида                                 |